# Hydraena luridipennis
Hydraena luridipennis är en skalbaggsart som beskrevs av Macleay 1873. Hydraena luridipennis ingår i släktet Hydraena och familjen vattenbrynsbaggar. Inga underarter finns listade i Catalogue of Life.